# Большая Ерба (река)
Большая Ерба — река предгорий Батенёвского кряжа, правый приток р. Ерба.
Длина 28 км, площадь водосбора 227 км². Протекает по территории Боградского района Республики Хакасия. Исток — ключ на северном склоне Косинского хребта, в 2 км от г. Осиновая, устье — северо-запад с. Большая Ерба.

## Гидрология
Средняя высота водосбора 765 м, лесистость — 85 %. Долина извилистая, на дне выражена пойма и надпойменная терраса. Берега часто обрывистые. Притоков нет. Питание смешанное, преимущественно снеговое. Постоянные наблюдения за режимом реки проводятся с 1968 на гидрологическом посту южнее с. Большая Ерба. В годовом режиме выделяется: весеннее половодье (с середины апреля, продолжительностью около 31 дня), летне-осенние дождевые паводки (до 3-5 за сезон, продолжительностью от 2 до 10 дней) и летне-осенняя и зимняя (с конца октября — середину ноября) межень. В отдельные годы река перемерзает (1964), наблюдается развитие наледей мощностью до 2,5 м. Средний многолетний слой годового стока в бассейне 66 мм. Вода умеренно жёсткая, гидрокарбонатная. В бассейне 3 пруда суммарным объёмом 0,049 млн м³. Водные ресурсы используются для орошения, рекреации.

## Данные водного реестра
По данным государственного водного реестра России относится к Енисейскому бассейновому округу. Речной бассейн реки — Енисей, речной подбассейн реки — Енисей между слиянием Большого и Малого Енисея и впадением Ангары, водохозяйственный участок реки — Енисей от впадения реки Абакан до Красноярского гидроузла.